# Karl Schiller (politiker)
Karl August Fritz Schiller, född 24 april 1911 i Breslau, död 26 december 1994 i Hamburg, var en tysk ekonom och politiker.
Schiller studerade från 1931 ekonomi och juridik i Kiel, Frankfurt am Main, Berlin och Heidelberg. 1933 blev han medlem i SA, och 1937 i NSDAP. Efter andra världskrigets slut gick han 1946 över till SPD.
Schiller blev Bundesminister für Wirtschaft (förbundsminister för ekonomi) i den stora koalitionen under Kurt Georg Kiesinger 1 december 1966. Han arbetade tillsammans med finansministern Franz Josef Strauss. 1969 blev Schiller Bundesminister für Wirtschaft i Willy Brandts regering. 1971 blev Schiller Bundesminister für Wirtschaft und Finanzen (förbundsminister för ekonomi och finans) efter att finansministern Alex Möller avgått. 1972 lämnade han ministerposten i protest mot de näringslivspolitiska beslut som Brandt fattat. Han efterträddes av Helmut Schmidt.